# Брендон Полсон
Брендон Дуглас Полсон (англ. Brandon Douglas Paulson; нар. 22 листопада 1973, Кун-Рапідс, штат Міннесота) — американський борець греко-римського та вільного стилів, срібний призер чемпіонату світу, бронзовий призер Панамериканського чемпіонату, срібний призер Панамериканських ігор, срібний призер Олімпійських ігор. Виступав переважно у змаганнях з греко-римської боротьби і всі вагомі нагороди здобув у цій же дисципліні.

## Життєпис
Боротьбою почав займатися з 1979 року. У 1993 році виборов срібну медаль на чемпіонаті світу серед молоді у греко-римській боротьбі.
Виступав за борцівський клуб «Міннесота Сторм». Тренер — Ден Чандлер.
Випускник середньої школи Анока в штаті Міннесота 1992 року. Навчався в Міннесотському університеті. Був триразовим чемпіоном США з греко-римської боротьби.
Після закінчення спортивної кар'єри перейшов на тренерську роботу. У 2007—2008 роках тренував молодіжну команду США з греко-римської боротьби. У 2008 році увійшов до олімпійського тренерського штабу США з греко-римської боротьби, працюючи зі спортсменами на Олімпійських іграх у Пекіні. Багато років він тренував елітних спортсменів клубу «Міннесота Сторм», що успішно виступали на національних та міжнародних командних змаганнях. Двічі, у 2008 та 2016 роках отримував у США звання тренера року з греко-римської боротьби.
Введений до Національної зали слави боротьби США.

## Спортивні результати на міжнародних змаганнях

### Виступи на Олімпіадах
| Змагання                    | Збірна | Вагова категорія                 | Місце  |
| --------------------------- | ------ | -------------------------------- | ------ |
| Літні Олімпійські ігри 1996 | США    | греко-римська боротьба, до 52 кг | Срібло |

### Виступи на чемпіонатах світу
| Змагання                        | Збірна | Вагова категорія                 | Місце  |
| ------------------------------- | ------ | -------------------------------- | ------ |
| Чемпіонат світу з боротьби 2001 | США    | греко-римська боротьба, до 54 кг | Срібло |
| Чемпіонат світу з боротьби 2002 | США    | греко-римська боротьба, до 55 кг | 8      |
| Чемпіонат світу з боротьби 2003 | США    | греко-римська боротьба, до 55 кг | 21     |

### Виступи на Панамериканських чемпіонатах
| Змагання                                   | Збірна | Вагова категорія                 | Місце  |
| ------------------------------------------ | ------ | -------------------------------- | ------ |
| Панамериканський чемпіонат з боротьби 1990 | США    | вільна боротьба, до 48 кг        | 5      |
| Панамериканський чемпіонат з боротьби 2000 | США    | греко-римська боротьба, до 54 кг | Бронза |

### Виступи на Панамериканських іграх
| Змагання                  | Збірна | Вагова категорія                 | Місце  |
| ------------------------- | ------ | -------------------------------- | ------ |
| Панамериканські ігри 2003 | США    | греко-римська боротьба, до 55 кг | Срібло |

### Виступи на Кубках світу
| Змагання                    | Збірна | Вагова категорія                 | Місце |
| --------------------------- | ------ | -------------------------------- | ----- |
| Кубок світу з боротьби 2001 | США    | греко-римська боротьба, до 54 кг | 4     |

### Виступи на інших змаганнях
| Змагання                                                        | Збірна | Вагова категорія                 | Місце  |
| --------------------------------------------------------------- | ------ | -------------------------------- | ------ |
| Олімпійський кваліфікаційний турнір з боротьби 2000 (Фаенца)    | США    | греко-римська боротьба, до 54 кг | 18     |
| Олімпійський кваліфікаційний турнір з боротьби 2000 (Ташкент)   | США    | греко-римська боротьба, до 54 кг | 17     |
| Міжнародний меморіал Дейва Шульца 2003                          | США    | греко-римська боротьба, до 55 кг | Срібло |
| Олімпійський кваліфікаційний турнір з боротьби 2004 (Новий Сад) | США    | греко-римська боротьба, до 55 кг | Золото |

### Виступи на змаганнях молодших вікових груп
| Змагання                                      | Збірна | Вагова категорія                 | Місце  |
| --------------------------------------------- | ------ | -------------------------------- | ------ |
| Чемпіонат світу з боротьби серед молоді 1993  | США    | греко-римська боротьба, до 52 кг | Срібло |
| Чемпіонат світу з боротьби серед кадетів 1989 | США    | вільна боротьба, до 47 кг        | 4      |